# Komitas statliga musikkonservatorium i Jerevan
Komitas statliga musikkonservatorium i Jerevan (armeniska: Կոմիտասի անվան Երևանի Պետական Երաժշտական Կոնսերվատորիա) är en statlig musikskola i Jerevan i Armenien, vilken grundades 1921 som en musikstudio och 1923 omvandlades till en högre musikskola. Den har sitt namn efter den armeniske prästen och kompositören Komitas (1869−1935).